# テーパー

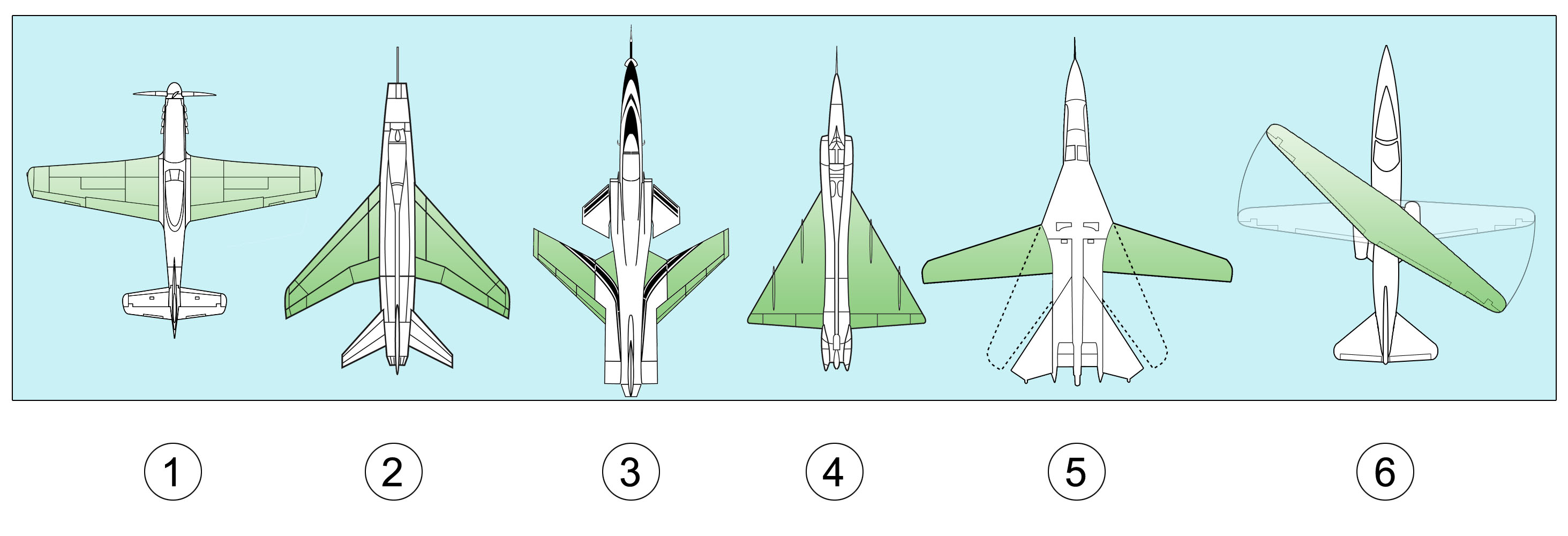
さまざまな飛行機の翼。多くはテーパーが付いている。

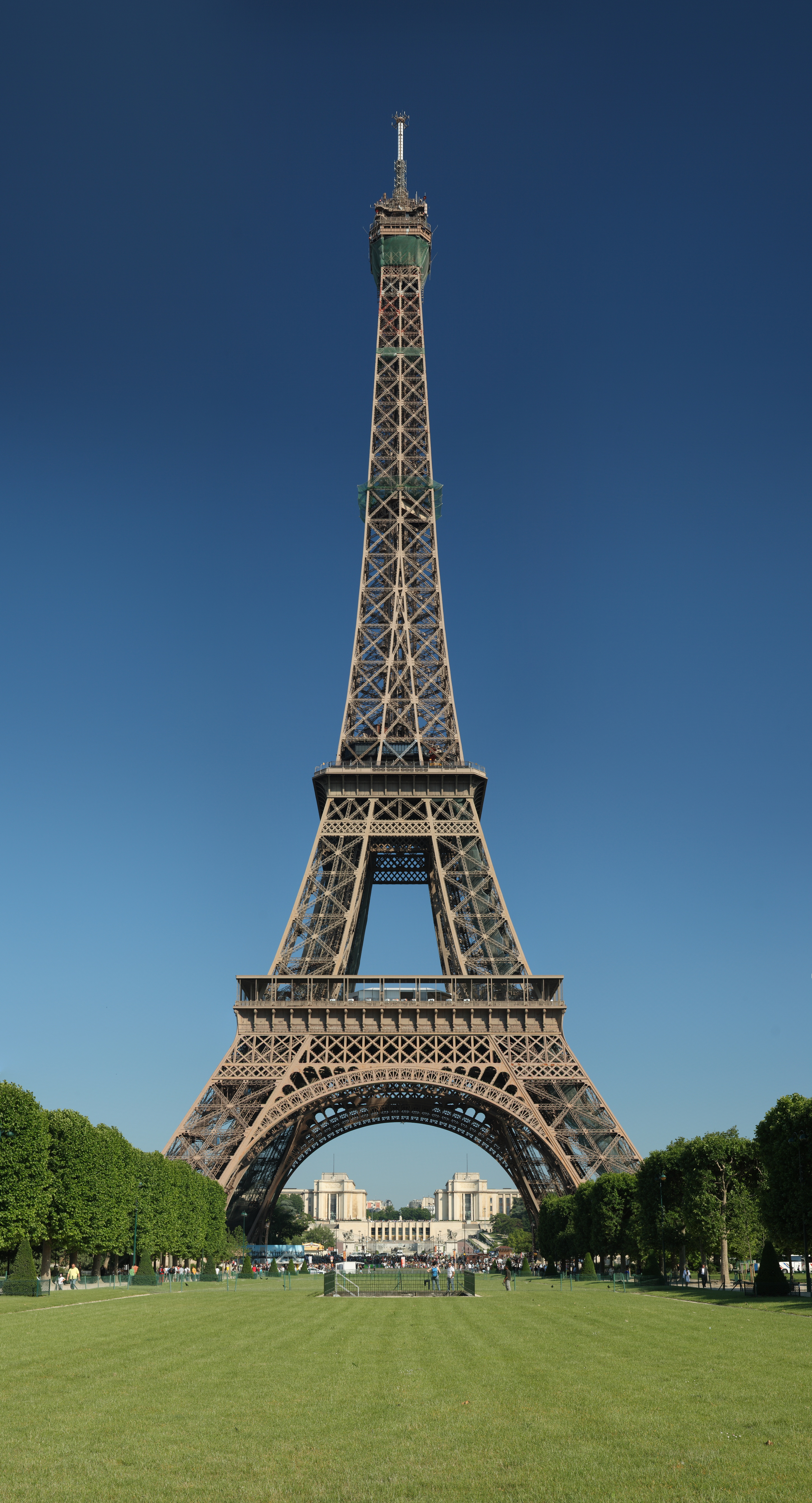
指数関数テーパーが付いたエッフェル塔。

テーパーまたはテーパ (英語: taper) は、細長い構造物の径・幅・厚みなどが、先細りになっていることである。そのような設計にすることを「テーパーをつける」と言う。

## 目的
塔や柱・釣竿など、構造物の各部に重力が荷重としてかかる場合、各部はそこから先端までにかかる全荷重を支えなければならない。その荷重は根元ほど大きくなるため、根元ほど太くなるようテーパーがつけられる。飛行機の翼なども、重力以外に揚力もかかるが同様である。
針・ネジなど、刺したり捩じ込んだりする用具は、先が細い必要があるが、応力や強度を保つために他の部分にはそれなりの太さが必要である。径の異なる部分を滑らかにつなぐため、テーパーがつけられる。テーパーがついたねじをテーパーねじと呼ぶ。ピンセットなども、先を細くする目的は異なるが、原理は同様である。

## テーパーの種類
線形テーパー
距離に対し径が線形に変わり、側面の角度は一定になる。テーパーの度合いは、角度のテーパー角または分数のテーパー率で表され、たとえばテーパー率1/100なら100mmあたり直径が1mm細くなる。
指数関数テーパー
距離に対し径が指数関数的に変わる。根元から離れると急に細くなり、先は非常に細長くなるため、重量が軽減できる。長さや高さを伸ばすのが目的なら理想的な形状である。
放物線テーパー
径が、先端からの距離の平方根に比例し、全体の形状が、先端を頂点とした放物線になる。
逆テーパー
通常のテーパーとは逆に、先ほど太くなる。テーパー角やテーパー率はマイナスになる。